# Руло, Жак
Жак Руло (фр. Jacques Roulot, 18 ноября 1933) — французский фехтовальщик-саблист, призёр чемпионата мира.

## Биография
Родился в 1933 году в Париже. В 1954 году стал бронзовым призёром чемпионата мира. В 1956 году принял участие в Олимпийских играх в Мельбурне, но неудачно. В 1960 году принял участие в Олимпийских играх в Риме, но вновь не завоевал медалей.